# Коминотто
Коминотто (мальт. Cominotto, мальт. Kemmunett) — крошечный необитаемый остров в Средиземном море, входящий в Мальтийский архипелаг и являющийся территорией государства Мальта. Расположен между островами Гоцо и Комино в 100 м к западу от последнего.
Площадь острова всего 0,25 км².
Между островами Коминотто и Комино расположены воды Голубой лагуны (мальт. Bejn il-Kmiemen, литературный перевод «между двумя Комино»). Большое количество туристов посещает ежедневно Голубую лагуну. Живописная бухта с белоснежным песчаным пляжем и богатый морской мир пользуется огромным спросом среди дайверов.